# Рімат-аль-Лухуф
Рімат-аль-Лухуф (англ. Rimat al-Lohf, араб. ريمة اللحف) — поселення в Сирії, що складає невеличку друзьку общину в нохії Аль-Мазраа, яка входить до складу однойменної мінтаки Ес-Сувейда в південній сирійській мухафазі Ес-Сувейда.